# Croisière (marine militaire)
Dans le domaine militaire, une croisière est la navigation d'un ou de plusieurs navires le long d'une étendue de mer afin d'effectuer une surveillance militaire, notamment pour des raisons de guerre.
En temps de guerre, elle est généralement effectuée à des endroits où il est probable que l'ennemi sera obligé de naviguer, comme les détroits, les canaux et les débouchés des rivières navigables. En temps de paix, les croisières peuvent être effectuées pour maintenir le niveau opérationnel de l'équipage et du navire. Le terme peut également inclure : la durée du service, les navires qui y sont engagés ou la portion de mer couverte.

## Types

### Attaque
La croisière peut avoir des caractéristiques d'attaque ou de recherche de l'ennemi, lorsque son but est d'intercepter des navires ennemis, marchands ou de guerre, pour engager le combat.

### Surveillance
Une croisière présente les caractéristiques d'une surveillance lorsque les navires naviguent en continu dans plusieurs directions le long d'une étendue de mer prédéterminée, avec des fonctions défensives.

### Recherche
La croisière peut également remplir la fonction de recherche et de sauvetage, d'épaves ou de naufrages, le long d'une portion de mer où l'on pense que sa cible peut se trouver.

### Essai
La croisière d'essai est un terme nautique dans lequel les performances d'un navire sont testées. En général, les croisières d'essai sont effectuées avant l'entrée en service d'un navire ou après des changements majeurs tels qu'un changement d'équipage, une réparation ou une révision. La croisière d'essai simule les conditions de travail du navire, pour diverses raisons. Pour la plupart des navires neufs, les principales raisons sont de familiariser l'équipage avec un nouveau navire et de s'assurer que tous les systèmes du navire sont fonctionnels.

## Note
1. ↑  La Piccola Treccani, Dizionario Enciclopedico, Vol. IX, Roma, 1996, pag. 545.